# Senat de Ruanda
El Senat de Ruanda (kinyarwanda Sena, francès Sénat) és la cambra alta del Parlament de Ruanda. La seu es troba a Kigali, la capital de Ruanda.

## Història
Després del període de transició (1994-2003) que succeí al genocidi, el Senat, com la Cambra de Diputats, s'estableix per la Constitució del 4 de juny de 2003. Les disposicions relatives a ell apareixen a la subsecció 3, "Del Senat" d'aquest text (seccions 82 a 89).

## Composició
El Senat té 26 membres.
- 14 són elegits per sufragi indirecte dels quals:
  - 12 per Comitès Executius del Sector i del Districte, Municipis i Ajuntaments de les principals ciutats (un per província i un altre per la ciutat de Kigali)
  - 2 professors universitaris elegits indirectament pel personal docent i investigador d'universitats i institucions d'educació superior, tant privades com públiques
- 12 són nomenats:
  - 8 pel president de la República
  - 4 pel Fòrum d'Organitzacions Polítiques

Els antics caps d'estat poden formar-ne part si ho demanen. El 30% dels membres del Senat han de ser dones. Actualment (2011) en són 10 (el 38,46 %). Agnès Mukabaranga, Marie Mukantabana, Stéphanie Mukantagara i Henriette Umulisa són antigues membres femenines del Senat.

## Presidència
De 2003 a 2011 el president del Senat ha estat Vincent Biruta. L'actual President del Senat és Bernard Makuza elegit el 10 d'octubre de 2014.

## Durada de la legislatura
El mandat de cada senador és de vuit anys, excepte els antics caps d'estat. L'última renovació, per als 14 seients que s'han d'omplir indirectament, data del 27 de setembre de 2011.
La primera legislatura del Senat va començar el 2003, la segona el 2011. Aquesta última finalitzarà el 2019.